# Спорт у Хрватској
Спорт у Хрватској има значајну улогу у хрватској култури. Најиздржљивији спорт је фудбал и игра се на аматерском и професионалном нивоу међу свим старосним групама у целој земљи. Главни популарни тимски спортови у свим деловима Хрватске су рукомет, кошарка и ватерполо. Хокеј на леду је популаран тимски спорт у хрватској унутрашњости. Најпопуларнији индивидуални спортови су тенис, алпско скијање и пливање, а донекле и стони тенис и шах. У Хрватској су популарне разне аматерске спортске игре, посебно пицигин.

## Историја
Фрањо Бучар (1866—1946) сматра се оцем модерног хрватског спорта. Основао је хрватски спортски савез 1909. у оквиру тадашње Аустроугарске. Бучар је у Хрватску увео мноштво уобичајених спортова, попут фудбала, алпског скијања, клизања и хокеја на леду, као и гимнастике и мачевања. У његову част именована је државна награда за спорт Фрањо Бучар, највећа награда Републике Хрватске у развоју спорта.
Изузев година током Независне Државе Хрватске из Другог светског рата, хрватски клупски и репрезентативни тим први пут су представљали Републику Хрватску почетком 1990-их, формирањем хрватске фудбалске репрезентације и првом утакмицом против Сједињених Америчких Државе 1990.

## Тимски спортови

### Фудбал
Фудбал је најпопуларнији спорт у Хрватској, а њиме управља хрватски фудбалски савез. Прва лига Хрватске је највиши део система фудбалске лиге у земљи и делује по систему промоције и испадања са друге лиге.
Динамо Загреб је најуспешнији фудбалски клуб у земљи и шампион 2019. године, са укупно двадесет шампионата, а следи га Хајдук Сплит са шест шампионата (последњи 2005. године). Ривалство између ова два клуба познато је као вечни дерби у Хрватској, с тим да су освојили све осим једног од двадесет шампионата. Прва лига рангирана је на 17. месту у Европи од стране УЕФА, а загребачки Динамо је најбољи рангирани хрватски клуб у Европи, заузимајући 77. место.
Хрватски куп је главни нокаут турнир у хрватском фудбалу, а доминирали су и Динамо Загреб и Хајдук Сплит.
Ниједан хрватски клуб никада није освојио УЕФА Лигу шампиона, међутим Хајдук Сплит, у то време хрватски премијер клуб, пласирао се у четвртфинале лиге 1994/95, изгубивши од евентуалног првака Ајакса.
Фудбалска репрезентација освојила је бронзану медаљу на Светском првенству 1998. и сребрну 2018. године. Давор Шукер освојио је златну копачку као најбољи стрелац 1998. године, а Лука Модрић златну лопту као најбољи играч турнира 2018. Фудбалска репрезентација је, такође, играла у четвртфиналу Европског првенства 1996. и 2008. године. Од августа 2018, тим је заузео четврто место на Фифиној ранг листи. Данас су међу најпопуларнијим хрватским фудбалерима Лука Модрић, Марио Манџукић, Ивица Олић, Даријо Срна, Иван Перишић, Иван Класнић, Нико Крањчар, Иван Ракитић и Ведран Ћорлука, као и Јосип Шимунић, Едуардо Алвес да Силва и Самир.

### Рукомет
Почетком друге половине 20. века, Бјеловар је доминирао хрватским рукометом, а 1970-их је освојио пет Првих мушких савезних лига Југославије. Године 1972. освојио је ЕХФ Лигу шампиона, највеће европско рукометно такмичење, и стигао до финала следеће године.
Загреб је водећи национални рукометни клуб. Победио је у свакој премијер лиги Хрватске, укупно 28. Клуб је шест пута стигао до финала ЕХФ Лиге шампиона, узастопне победе 1992. и 1993. године. Клуб је 2008. добио хрватску звезду Ивана Балића, који се сматра најбољим рукометашем свих времена.
Рукометна репрезентација тренутно је на десетом месту на свету Међународне рукометне федерације. На Летњим олимпијским играма 1996. и 2004. Хрватска је освојила златне медаље у мушком рукомету. Екипа је, такође, освојила Светско првенство 2003. и друго место 1995. и 2005, као и 2009. као домаћини, изгубивши у финалу од Француске. Хрватска је такође била трећа на Европском првенству 1994. и друга 2008. и 2010. године. Хрватска ће бити домаћин 2025. године, заједно са Данском и Норвешком.

### Кошарка
Кошаркашка репрезентација освојила је сребрну медаљу на Летњим олимпијском играма 1992, бронзане медаље на Светском првенству 1994. и на Европском првенству 1993. и 1995.
Хрватски кошаркашки клубови били су пет пута прваци Евролиге: Сплит три пута (1989, 1990. и 1991) и Цибона 1985. и 1986. године. Хрватски кошаркаши попут Крешимира Ћосића, Дина Рађе и Тонија Кукоча били су међу првим страним играчима који су успели у Националном кошаркашком савезу (НБА) у Сједињеним Америчким Државама. Један од најзначајнијих хрватских кошаркаша био је Дражен Петровић, који је погинуо у саобраћајној несрећи у јуну 1993. године. Сматра се кључним делом историје данашњег масовног прилива европских играча у НБА и уврштен је у Кошаркашку Кућу славних.

### Ватерполо
Ватерполо репрезентација освојила је златне медаље на Светским првенствима 2007. и 2017. године, а бронзане медаље 2009. и 2011.
Такође, освојили су злато на Летњим олимпијским играма 2012. и сребро 1996. и 2016. године. Злато су освојили и на Европском првенству 2010. и сребро 1999. и 2003. године.
Хрватски ватерполо клубови били су тринаест пута прваци ЛЕН Лиге шампиона. ХАВК Младост из Загреба је европски шампион био седам пута (1968, 1969, 1970, 1972, 1990, 1991 и 1996) и награђен је титулом најбољег клуба 20. века од ЛЕН-а. ВК Југ из Дубровника и ВК Јадран из Сплита су троструки прваци Европе, док је ПОШК, такође из Сплита, европски првак из 1999. године.

### Рагби
Рагби у Хрватској пре осамостаљења био је умерено популаран спорт, али због својих недавних међународних успеха, све је више признат. Неки датирају од 17. јануара 1954. године, када је основана екипа Младост из Загреба која је постала први хрватски рагби клуб.
Хрватске стране такмичиле су се у првенству Југославије, које је трајало од 1957—1991. Хрватска је била нешто као рагби савез у Југославији пре него што је стекла независност.
Највећи рагби скрам на свету направљен је 14. октобра 2007. у Хрватској, са преко двеста играча свих категорија из хрватског рагби клуба Нада Сплит.

### Аустралијски фудбал
Популарност стиче углавном захваљујући Свеучилишту у Загребу. Четири екипе тренутно играју из Загреба и једна из Славонског Брода, док се екипа из Граца у Аустрији такође такмичи у ЦЕАФЛ-у.

### Хокеј на леду
Уведен почетком 20. века, хокеј на леду постао је један од првих организованих и федеративних спортова у Хрватској, оснивањем удружења за клизање и хокеј на леду, претече модерног савеза хокеја на леду. Од касних 1930-их до независности Хрватске, клубови у хокеју на леду такмичили су се у Првој савезној лиги Југославије, а најуспешнији хрватски клуб КХЛ Медвешчак освајао је првенство три пута узастопно од 1988. до 1990. године.
Хокеј на леду посебно је популаран у Панонској низији, Славонији, Загребу и Загорју, где су зиме хладне као у хокејашким државама попут Словачке и Чешке. Данас се КХЛ Медвешчак такмичи у континенталној хокејашкој лиги. Пре него што се придружио КХЛ-у, Медвешчак је играо у хокејашкој лиги Аустрије, дебитовао је сезоне 2009. и квалификовао се за плеј-оф сваке године.
Медвешчак се придружио континенталној хокејашкој лиги у сезони 2013/14 .

### Одбојка
Женска одбојкашка репрезентација три пута је освајала сребрне медаље на Европском првенству 1995, 1997. и 1999.

## Индивидуални спортови

### Алпско скијање
Јаница Костелић је најуспешнија жена у алпском скијању у историји Зимских олимпијских игара. Она је једина жена која је освојила четири златне медаље алпског скијања на Зимским олимпијским играма (2002. и 2006) и једина жена која је освојила три златне медаље у алпском скијању на Олимпијади (2002). Освојила је две сребрне медаље 2006. године. Била је првак Светског купа 2001, 2003. и 2006. године. Постала је друга скијашица, 5. фебруара 2006. која је освојила свих пет дисциплина у једној сезони. Она такође држи рекорд по највећем броју бодова у једној сезони Светског купа.
Ивица Костелић био је светски првак 2003. у слалому и првак на Светском првенству 2011. године, а од 14. фебруара 2014. и сам је четвороструки освајач сребрних зимских олимпијских медаља.

### Скок увис
Бланка Влашић је најпознатији хрватски спортиста у скоку увис. Светска је првакиња у атлетици на отвореном 2007. и 2009. године. Такође је светска шампионка 2008, исте године освојила је сребро и 2016. бронзу. Њен лични рекорд је 208 m (што је један центиметар мање од светског рекорда), постигнут у Загребу 31. августа 2009.

### Тенис
Горан Иванишевић је постао први који је освојио Вимблдон, када је освојио своју прву и једину Гренд слем титулу 2001. године. Раније је био троструки вицешампион. Хрватска је такође у два наврата освојила Дејвис куп 2005. и 2018. године. Међу осталим Гренд слем шампионима из Хрватске су Марин Чилић и Ива Мајоли.

### Међународна такмичења
Хрватски индивидуални спортисти представљали су државу на међународним такмичењима:
- Алпско скијање: Јаница Костелић, Ивица Костелић, Натко Зрнчић-Дим, Ана Јелушић, Ника Флајс
- Стрељаштво: Ивана Буден
- Атлетика: Бланка Влашић, Бранко Зорко, Сандра Перковић, Ана Шимић, Иван Хорват,Сара Колак, Стипе Жунић, Синиша Ерготић, Фрањо Михалић, Иван Губијан
- Биатлон: Јаков Фак (сада се такмичи за Словенију)
- Бокс: Жељко Мавровић, Стипе Дрвиш, Мате Парлов, Хрвоје Сеп, Филип Хрговић, Дамир Шкаро
- Вожња кануом: Матија Љубек, Данко Херцег
- Шах: Зденко Кожул, Иван Шарић
- Бициклизам: Роберт Кишерловски, Кристијан Ђурасек
- Гимнастика: Филип Уде, Маријо Можник, Тин Србић, Роберт Селигман
- Уметничко клизање: Санда Дубравчић, Идора Хегел, Томислав Чижмешија, Жељка Чижмешија
- Кик бок: Бранко Цикатић, Мирко Филиповић
- Мешовите борилачке вештине: Мирко Филиповић, Стипе Миочић
- Веслање: Никша Скелин, Синиша Скелин, Мартин Синковић, Валент Синковић, Давид Шајин, Дамир Мартин, Игор Бораска, Тихомир Франковић, Крешимир Чуљак, Игор Францетић, Бранимир Вујевић, Томислав Смољановић, Силвијо Петришко
- Једрење: Шиме Фантела, Игор Маренић, Тончи Стипановић, Тина Михелић, Ениа Нинчевић, Романа Жупан, Павле Костов, Петар Цупаћ, Иван Кљаковић Гашпић
- Стрељаштво: Ђовани Черногораз, Снежана Пејчић, Јосип Гласновић, Антон Гласновић, Петар Горша
- Пливање: Милош Милошевић, Дује Драгања, Гордан Кожуљ, Сања Јовановић, Ђурђа Бједов, Миховил Шпања, Марио Тодоровић, Саша Импрић, Матеа Самарџић
- Стони тенис: Зоран Приморац, Тамара Борош, Драгутин Шурбек, Антун Стипанчић, Сандра Паовић, Андреј Гаћина
- Тенис: Горан Иванишевић, Иван Љубичић, Каролина Шпрем, Иво Карловић, Ловро Зовко, Марта Петрић, Мирјана Лучић, Дона Векић, Силвија Талаја, Ана Врљић, Јелена Костанић Тошић, Ана Коњух, Тереза Мрдежа, Ива Мајоли, Горан Прпић, Марио Анчић, Марин Чилић, Борна Ћорић, Иван Додиг, Марин Драгања, Петра Мартић, Никола Пилић, Жељко Франуловић, Мате Павић, Франко Шкугор, Никола Мектић
- Теквондо: Филип Гргић, Сандра Шарић, Мартина Зубчић, Луција Заниновић, Ана Заниновић, Кристина Томић, Наташа Везмар
- Дизање тегова: Николај Пешалов, Амар Мусић
- Рвање: Ненад Жугај, Невен Жугај, Божо Старчевић, Владо Лисјак

## Лиге
У Хрватској постоје националне организације и лиге за најпопуларније спортове. Неки од њих укључују:
- Фудбал: прва лига, друга, трећа, четврта
- Рукомет: премијер лига
- Кошарка: А-1 лига
- Футсал: прва лига
- Ватерполо: прва лига
- Хокеј на леду: хокејашка лига
- Одбојка: 1А лига

## Репрезентације
Неке од успешнијих хрватских репрезентација су:
- Фудбалска репрезентација
- Рукометна репрезентација
- Кошаркашка репрезентација
- Ватерполо репрезентација
- Женска одбојкашка репрезентација
- Репрезентација у крикету
- Репрезентација у рукомету на песку
- Женска репрезентација у рукомету на песку
- Бејзбол репрезентација
- Женска кошаркашка репрезентација
- Футсал репрезентација
- Женска рукометна репрезентација
- Репрезентација у хокеју на леду
- Репрезентација у рагбију

## Олимпијске игре
Хрватска је до данас учествовала на:
- Летњим олимпијским играма: 1992, 1996, 2000, 2004, 2008, 2012. и 2016.
- Зимским олимпијским играма: 1992, 1994, 1998, 2002, 2006, 2010. и 2014.

## Међународни спортски догађаји
Хрватска је била домаћин многих међународних спортских догађаја. До 1992. године била је домаћин догађаја у саставу Југославије.

### Алпско скијање
Загреб је организовао многе ФИС трке, осим Светског купа које се одржава сваке године од 2005. Прва ФИС алпска скијашка трка одржана је 1995. године и на њој је учествовало 94 тркача из седам различитих земаља.
- Снежна краљица (2005—; део Светског купа у алпском скијању): Загреб[10][11]
- Јадрански слалом (2006—2011; од 2006. до 2009. ФИС трка, 2010. и 2011. део ФИС европског купа у алпском скијању): Ријека[12]

### Спортска гимнастика
- Гранд прикс Осијек (2009—)
- Финале светског купа у спортској гимнастици 1982, Загреб

### Водени спортови
- Европско првенство у воденим спортовима 1981. године: Сплит
- Европско првенство у пливању у малим базенима 2008: Ријека
- Европско првенство у ватерполу 2010: Загреб
- Европско првенство у ватерполу за жене 2010: Загреб

### Атлетика
- Европско првенство у атлетици на отвореном 1990: Сплит
- Зимски куп Европе у бацачким дисциплинама 2002: Пула
- Континентални куп 2010: Сплит
- Балканско првенство у атлетици 2013: Загреб[13]

### Кошарка
- Светско првенство 1970: Сплит, Карловац
- Европско првенство у кошарци до 18 година: Задар
- Европско првенство у кошарци 1975: Сплит, Карловац, Ријека (последње коло одиграно је у Београду)
- Куп Рајмунда Сапорте: Пореч
- Европско првенство у кошарци 1989: Загреб
- Европско првенство у кошарци до 18 година 2000: Задар
- Јадранска лига у кошарци 2003/04: Загреб (Кошаркашки центар Дражен Петровић)
- Јадранска лига у кошарци 2009/10: Загреб (Арена Загреб)

### Шах
- Европско индивидуално првенство у шаху 2010: Ријека

### Пикадо
- Светско првенство у пикаду 2009: Задар (дворана Крешимир Ћосић)[14][15]
- Европско првенство у пикаду 2009: Задар (дворана Крешимир Ћосић)

### Фудбал
- Европско првенство 1976: Загреб (стадион Максимир, друго полуфинале и финале играно је у Београду)
- УЕФА Куп региона 2009: Загреб, Врбовец, Велика Горица, Самобор, Јастребарско, Запрешић (Стадион Запрешић)

### Футсал
- Европско првенство у футсалу 2012: Сплит (Спаладијум арена), Загреб (Арена Загреб)

### Рукомет
- Светско првенство у рукомету за жене 1957: Вировитица (део такмичења играо се и у Београду)
- Европско првенство у рукомету 2000: Загреб (Дом спортова), Ријека (Дворана Младости)
- Светско првенство у рукомету за жене 2003: Сплит, Пореч, Карловац, Чаковец, Загреб, Ријека
- Светско првенство у рукомету 2009: Сплит, Задар, Осијек, Вараждин, Пореч, Загреб, Пула
- СЕХА лига 2011/12: Загреб (Арена Загреб)
- Европско првенство у рукомету за жене 2014: Пореч, Вараждин, Загреб

### Хокеј на леду
- Светско првенство 2005. дивизија II: Загреб
- Светско првенство 2007. дивизија II: Загреб
- Светско првенство 2011. дивизија II: Загреб
- Светско првенство 2013. дивизија II: Загреб

### Пицигин
- Светско првенство (2005—): Сплит

### Једрење
- Светско првенство 1996: Дубровник
- Светско првенство 2000: Сплит
- Светско првенство 2004: Задар
- Светско првенство 2011: Задар
- Светско првенство 2012: Задар
- Светско првенство 2013 : Вигањ

### Стрељаштво
- Европско првенство 1985: Осијек
- Европско првенство 1989: Загреб
- Европско првенство 2001: Загреб
- Светски куп 2003: Загреб
- Светско првенство 2006: Загреб
- Европско првенство 2009: Осијек
- Европско првенство 2013: Осијек

### Тенис
- Отворено првенство (1990—): Умаг

### Одбојка
- Европско првенство у одбојци за жене 2005: Пула, Загреб

### Виши спортски догађаји
- Балканске игре 1971: Загреб
- Медитеранске игре 1979: Сплит
- Универзијада 1987: Загреб
- Светске војне игре 1999: Загреб (Стадион Максимир)
- Спортске игре младих: Сплит
- Европске универзитетске игре 2016: Загреб, Ријека